# Gummfluh
La Gummfluh est un sommet des Préalpes vaudoises rattachées aux Alpes bernoises qui culmine à 2 457 mètres d'altitude. Il s'agit du point culminant de la chaîne montagneuse située au sud du Pays-d’Enhaut. Le sommet se trouve à la frontière entre le canton de Vaud et le canton de Berne. Sa face Nord est très abrupte avec un massif essentiellement composé de roches calcaires.
Au pied de la Gummfluh se trouve la réserve naturelle de la Pierreuse où vivent de nombreux bouquetins et chamois. Le nom de la montagne viendrait de Gumm (la « vallée ») et fluh (le « pic »).

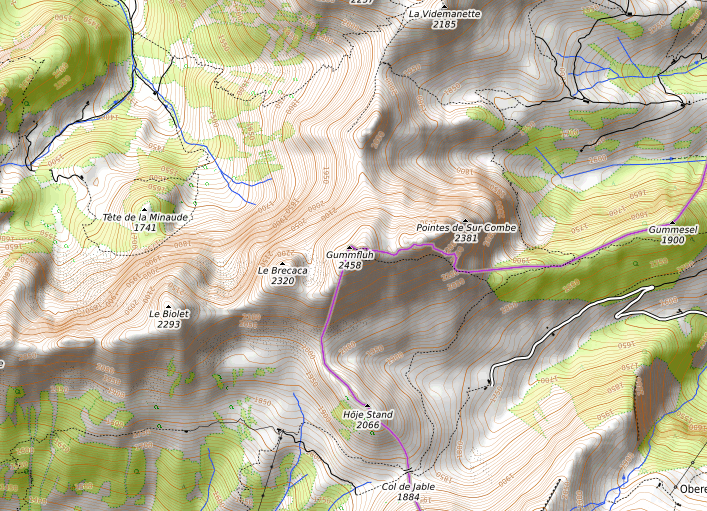
Carte topographique.